# خواجه (جنسی)
خواجه یا اخته یا آغا به مردانی گفته می‌شود که توانایی جنسی ندارند. اغلب برای استفاده در حرمسراها پسربچه‌ها را پیش از سن بلوغ اخته کرده و مانع از بروز صفات ثانویه جنسی و توانایی انجام عمل جنسی در آن‌ها می‌شدند.

## القاب خواجه یادشده
مردان به دلیل جلوگیری از به پادشاهی رسیدن دشمنانشان آنان را عقیم می‌کردند. همچنین در حرمسراها برای جلوگیری از نزدیکی اطرافیان ملکه و همسران پادشاه آنان را عقیم می‌کردند. در اروپا عقیم کردن پسران برای نگه داشتن صدای زیبا مرسوم بوده‌است. تعدادی از خواجگان به عنوان سرباز در دژها و قلعه‌ها ساکن بودند. خواجه کردن این دسته از مردان برای جلوگیری از تمایل آنان به بازگشت در خانواده در دوران دفاع از قلعه و جنگ بوده‌است.